# French Open-mesterskabet i damedouble 2018
French Open-mesterskabet i damedouble 2018 var den 101. turnering om French Open-mesterskabet i damedouble. Turneringen var en del af French Open 2018 og blev spillet i Stade Roland Garros i Paris, Frankrig i perioden 30. maj - 10. juni 2018 med deltagelse af 64 par.
Mesterskabet blev vundet af tjekkerne Barbora Krejčíková og Kateřina Siniaková, som i finalen besejrede japanerne Eri Hozumi og Makoto Ninomiya med 6-3, 6-3, og som dermed begge vandt den første grand slam-titel i deres karrierer. De to 22-årige tjekker blev samtidig det andet rent tjekkiske par, der vandt French Open-mesterskabet i damedouble, og det første siden Andrea Hlaváčková og Lucie Hradecká i 2011. Tre af de fire finalister var i deres første grand slam-finale. Kun Siniaková havde tidligere været i en slutkamp på højeste niveau, da hun ved US Open 2017 tabte damedoublefinalen sammen med Hradecká. De tabende finalister var det første rent japanske par i en grand slam-finale i double. Parret havde ikke tidligere spillet en grand slam-turnering som makkere, og på vej til finalen havde de uden sættab slået fire seedede par, herunder de topseedede Tímea Babos og Kristina Mladenovic.
Bethanie Mattek-Sands og Lucie Šafářová var forsvarende mestre men valgte ikke at forsvare deres titel som makkere. Mattek-Sands dannede i stedet par med Latisha Chan, men parret tabte i anden runde til Irina Bara og Mihaela Buzărnescu. Šafářová havde slået pjalterne sammen med Svetlana Kuznetsova, men den tjekkisk-russiske duo blev slået ud i anden runde til Sorana Cîrstea og Sara Sorribes Tormo.
På trods af, at de begge tabte i første runde med to forskellige partnere, kunne Jekaterina Makarova og Elena Vesnina efter turneringen indtage førstepladsen på WTA's verdensrangliste i double som de første russere siden Anna Kurnikova i 1999. Latisha Chan og Tímea Babos havde inden turneringen også muligheden for at spille sig på ranglistens førsteplads.

## Pengepræmier og ranglistepoint
Den samlede præmiesum til spillerne i damedouble androg € 2.454.000 (ekskl. per diem), hvilket var en stigning på ca. 4,6 % i forhold til året før.
| Resultat               | Pengepræmier | Pengepræmier | Ændring ift. 2017 | WTA-point |
| Resultat               | Pr. par      | Total        | Ændring ift. 2017 | WTA-point |
| ---------------------- | ------------ | ------------ | ----------------- | --------- |
| Vindere (1)            | € 560.000    | € 560.000    | +3,7 %            | 2.000     |
| Finalister (1)         | € 280.000    | € 280.000    | +3,7 %            | 1.300     |
| Semifinalister (2)     | € 139.000    | € 278.000    | +5,3 %            | 780       |
| Kvartfinalister (4)    | € 76.000     | € 304.000    | +5,6 %            | 430       |
| Tabere i 3. runde (8)  | € 41.000     | € 328.000    | +5,1 %            | 240       |
| Tabere i 2. runde (16) | € 22.000     | € 352.000    | +4,8 %            | 130       |
| Tabere i 1. runde (32) | € 11.000     | € 352.000    | +4,8 %            | 10        |
| Samlet præmiesum       | -            | € 2.454.000  | +4,6 %            | -         |

## Turnering

### Deltagere
Turneringen havde deltagelse af 64 par, der var fordelt på:
- 57 direkte kvalificerede par i form af deres ranglisteplacering pr. 21. maj 2018 (en uge før turneringens start).
- 7 par, der havde modtaget et wildcard.

#### Seedede spillere
De 16 bedst placerede af parrene på WTA's verdensrangliste i double pr. 21. maj 2018 blev seedet:
| Seedning | Rang. | Spillere                                   | Resultat     |
| -------- | ----- | ------------------------------------------ | ------------ |
| 1        | 12    | Tímea Babos Kristina Mladenovic            | Kvartfinale  |
| 2        | 13    | Andrea Sestini Hlaváčková Barbora Strýcová | Semifinale   |
| 3        | 26    | Andreja Klepač María José Martínez Sánchez | Kvartfinale  |
| 4        | 28    | Latisha Chan Bethanie Mattek-Sands         | Anden runde  |
| 5        | 28    | Gabriela Dabrowski Xu Yifan                | Tredje runde |
| 6        | 34    | Barbora Krejčíková Kateřina Siniaková      | Vindere      |
| 7        | 38    | Ashleigh Barty CoCo Vandeweghe             | Første runde |
| 8        | 38    | Chan Hao-Ching Yang Zhaoxuan               | Semifinale   |
| 9        | 42    | Kiki Bertens Johanna Larsson               | Tredje runde |
| 10       | 47    | Jeļena Ostapenko Jelena Vesnina            | Første runde |
| 11       | 50    | Raquel Atawo Anna-Lena Grönefeld           | Anden runde  |
| 12       | 53    | Elise Mertens Demi Schuurs                 | Første runde |
| 13       | 53    | Nicole Melichar Květa Peschke              | Tredje runde |
| 14       | 84    | Shuko Aoyama Miyu Kato                     | Første runde |
| 15       | 84    | Alicja Rosolska Abigail Spears             | Første runde |
| 16       | 91    | Nadiia Kitjenok Anastasia Rodionova        | Anden runde  |

#### Wildcards
Syv par modtog et wildcard til turneringen.
| Spillere                            | Resultat     |
| ----------------------------------- | ------------ |
| Tessah Andrianjafitrimo Fiona Ferro | Første runde |
| Manon Arcangioli Shérazad Reix      | Første runde |
| Clara Burel Diane Parry             | Første runde |
| Sara Cakarevic Jessika Ponchet      | Første runde |
| Amandine Hesse Pauline Parmentier   | Første runde |
| Virginie Razzano Jade Suvrijn       | Første runde |
| Serena Williams Venus Williams      | Tredje runde |

### Kvartfinaler, semifinaler og finale
| Tímea Babos         |
| Kristina Mladenovic |

| Eri Hozumi      |
| Makoto Ninomiya |

| Eri Hozumi      |
| Makoto Ninomiya |

| Irina Bara         |
| Mihaela Buzărnescu |

| Chan Hao-Ching |
| Yang Zhaoxuan  |

| Chan Hao-Ching |
| Yang Zhaoxuan  |

| Eri Hozumi      |
| Makoto Ninomiya |

| Barbora Krejčíková |
| Kateřina Siniaková |

| Barbora Krejčíková |
| Kateřina Siniaková |

| Andreja Klepač        |
| M.J. Martínez Sánchez |

| Barbora Krejčíková |
| Kateřina Siniaková |

| Lara Arruabarrena  |
| Katarina Srebotnik |

| A. Sestini Hlaváčková |
| Barbora Strýcová      |

| A. Sestini Hlaváčková |
| Barbora Strýcová      |

### Første, anden og tredje runde
| Tímea Babos         |
| Kristina Mladenovic |

| Ajla Tomljanović |
| Zhang Shuai      |

| Tímea Babos         |
| Kristina Mladenovic |

| Daria Gavrilova |
| Darja Kasatkina |

| Nao Hibino          |
| Oksana Kalasjnikova |

| Nao Hibino          |
| Oksana Kalasjnikova |

| Tímea Babos         |
| Kristina Mladenovic |

| Anna Blinkova  |
| Lucie Hradecká |

| Nicole Melichar |
| Květa Peschke   |

| Viktória Kužmová     |
| Magdaléna Rybáriková |

| Viktória Kužmová     |
| Magdaléna Rybáriková |

| Christina McHale |
| Peng Shuai       |

| Nicole Melichar |
| Květa Peschke   |

| Nicole Melichar |
| Květa Peschke   |

| Raquel Atawo        |
| Anna-Lena Grönefeld |

| Zarina Dijas |
| Zheng Saisai |

| Raquel Atawo        |
| Anna-Lena Grönefeld |

| Polona Hercog       |
| Alison Van Uytvanck |

| Eri Hozumi      |
| Makoto Ninomiya |

| Eri Hozumi      |
| Makoto Ninomiya |

| Eri Hozumi      |
| Makoto Ninomiya |

| Kaitlyn Christian |
| Carina Witthöft   |

| Gabriela Dabrowski |
| Xu Yifan           |

| María Irigoyen   |
| Kateryna Kozlova |

| Kaitlyn Christian |
| Carina Witthöft   |

| Tessah Andrianjafitrimo |
| Fiona Ferro             |

| Gabriela Dabrowski |
| Xu Yifan           |

| Gabriela Dabrowski |
| Xu Yifan           |

| Latisha Chan          |
| Bethanie Mattek-Sands |

| Virginie Razzano |
| Jade Suvrijn     |

| Latisha Chan          |
| Bethanie Mattek-Sands |

| Irina Bara         |
| Mihaela Buzărnescu |

| Irina Bara         |
| Mihaela Buzărnescu |

| Xenia Knoll |
| Anna Smith  |

| Irina Bara         |
| Mihaela Buzărnescu |

| Anna Kalinskaja     |
| Jekaterina Makarova |

| Jennifer Brady |
| Vania King     |

| Jennifer Brady |
| Vania King     |

| Jennifer Brady |
| Vania King     |

| Kateryna Bondarenko |
| Aleksandra Krunić   |

| Kateryna Bondarenko |
| Aleksandra Krunić   |

| Alicja Rosolska |
| Abigail Spears  |

| Jeļena Ostapenko |
| Jelena Vesnina   |

| Sorana Cîrstea      |
| Sara Sorribes Tormo |

| Sorana Cîrstea      |
| Sara Sorribes Tormo |

| Belinda Bencic      |
| Markéta Vondroušová |

| Svetlana Kuznetsova |
| Lucie Šafářová      |

| Svetlana Kuznetsova |
| Lucie Šafářová      |

| Sorana Cîrstea      |
| Sara Sorribes Tormo |

| Johanna Konta |
| Alison Riske  |

| Chan Hao-Ching |
| Yang Zhaoxuan  |

| Anabel Medina Garrigues |
| Arantxa Parra Santonja  |

| Anabel Medina Garrigues |
| Arantxa Parra Santonja  |

| Hsieh Su-Wei    |
| Andrea Petkovic |

| Chan Hao-Ching |
| Yang Zhaoxuan  |

| Chan Hao-Ching |
| Yang Zhaoxuan  |

| Barbora Krejčíková |
| Kateřina Siniaková |

| Vera Lapko   |
| Raluca Olaru |

| Barbora Krejčíková |
| Kateřina Siniaková |

| Manon Arcangioli |
| Shérazad Reix    |

| Tatjana Maria  |
| Heather Watson |

| Tatjana Maria  |
| Heather Watson |

| Barbora Krejčíková |
| Kateřina Siniaková |

| Taylor Townsend |
| Renata Voráčová |

| Kiki Bertens    |
| Johanna Larsson |

| Sara Cakarevic  |
| Jessika Ponchet |

| Taylor Townsend |
| Renata Voráčová |

| Veronika Kudermetova |
| Alla Kudrjavtseva    |

| Kiki Bertens    |
| Johanna Larsson |

| Kiki Bertens    |
| Johanna Larsson |

| Shuko Aoyama |
| Miyu Kato    |

| Serena Williams |
| Venus Williams  |

| Serena Williams |
| Venus Williams  |

| Sara Errani      |
| Kirsten Flipkens |

| Sara Errani      |
| Kirsten Flipkens |

| Clara Burel |
| Diane Parry |

| Serena Williams |
| Venus Williams  |

| Irina-Camelia Begu |
| Wang Qiang         |

| Andreja Klepač        |
| M.J. Martínez Sánchez |

| Petra Martić  |
| Maria Sakkari |

| Irina-Camelia Begu |
| Wang Qiang         |

| Monique Adamczak |
| Wang Yafan       |

| Andreja Klepač        |
| M.J. Martínez Sánchez |

| Andreja Klepač        |
| M.J. Martínez Sánchez |

| Ashleigh Barty  |
| CoCo Vandeweghe |

| Darija Jurak |
| Donna Vekić  |

| Darija Jurak |
| Donna Vekić  |

| Danila Jakupović  |
| Irina Khromatjeva |

| Danila Jakupović  |
| Irina Khromatjeva |

| Naomi Broady  |
| Magda Linette |

| Danila Jakupović  |
| Irina Khromatjeva |

| Viktorija Golubic |
| Nina Stojanović   |

| Lara Arruabarrena  |
| Katarina Srebotnik |

| Amandine Hesse     |
| Pauline Parmentier |

| Viktorija Golubic |
| Nina Stojanović   |

| Lara Arruabarrena  |
| Katarina Srebotnik |

| Lara Arruabarrena  |
| Katarina Srebotnik |

| Elise Mertens |
| Demi Schuurs  |

| Nadiia Kitjenok     |
| Anastasia Rodionova |

| Mandy Minella        |
| Anastasija Sevastova |

| Nadiia Kitjenok     |
| Anastasia Rodionova |

| Ana Bogdan   |
| Olga Savtjuk |

| Duan Yingying         |
| Aljaksandra Sasnovitj |

| Duan Yingying         |
| Aljaksandra Sasnovitj |

| Duan Yingying         |
| Aljaksandra Sasnovitj |

| Lesley Kerkhove  |
| Lidzija Marozava |

| A. Sestini Hlaváčková |
| Barbora Strýcová      |

| A. Pavljutjenkova |
| Samantha Stosur   |

| A. Pavljutjenkova |
| Samantha Stosur   |

| Ljudmyla Kitjenok |
| Lesja Tsurenko    |

| A. Sestini Hlaváčková |
| Barbora Strýcová      |

| A. Sestini Hlaváčková |
| Barbora Strýcová      |